# Tecno
El tecno (de l'anglès technological) és un estil de música electrònica creat a final dels anys 1980 però que adquirí la seva màxima popularitat a la dècada del 1990. És una evolució del rock progressiu amb melodies electròniques i ritmes més durs i insistents, i la utilització d'instruments electrònics com sintetitzadors i mostrejadors.
És estructurat de manera repetitiva segons el patró rítmic anomenat four-on-the-floor, per a maximitzar l'efecte ballable de la música. El tecno també ha modificat melodies clàssiques barrejant-les amb ritmes i la creativitat dels discjòqueis en discoteques mesclant, per exemple, rap i house.